# بخش کافو
بخش کافو (به تایلندی: กะพ้อ) بخشی از استان پاتانی تایلند است. این بخش دارای ۳ دهستان به شرح زیر است:
| شماره. | نام           | تایلندی     | تعداد روستا | جمعیت |  |
| ------ | ------------- | ----------- | ----------- | ----- |  |
| ۱.     | کاروبی        | กะรุบี        | ۹           | ۵٬۰۴۸ |  |
| ۲.     | تالو چو رامان | ตะโละดือรามัน | ۶           | ۴٬۳۰۰ |  |
| ۳.     | پلونگ هوی     | ปล่องหอย     | ۷           | ۶٬۴۳۴ |  |